# Kalavara, Chik Ballapur
Kalavara là một làng thuộc tehsil Chik Ballapur, huyện Kolar, bang Karnataka, Ấn Độ.